# Parco eolico di Roccaspinalveti
Il parco eolico di Roccaspinalveti è un impianto di produzione di energia eolica situato nel territorio comunale di Roccaspinalveti in provincia di Chieti e fa parte del Comprensorio eolico Alto Vastese.
L'impianto è stato realizzato inizialmente nel 2001 con l'installazione di 17 aerogeneratori da 600 kW, ampliato nel 2002 con altre 2 macchine analoghe e completato nel 2004 con l'installazione di ulteriori 4 macchine.
Il parco eolico è allacciato alla stazione elettrica di Monteferrante per la trasformazione dell'energia elettrica in alta tensione (150 kV) verso la rete pubblica.